# Поэма двух сердец
«Поэма двух сердец» (узб. Икки юрак шеъри) — советский цветной широкоэкранный художественный фильм 1966 года, снятый режиссёром Камилем Ярматовым на киностудии «Узбекфильм». По мотивам восточных легенд о любви.
Премьера фильма состоялась 8 апреля 1968 года в Москве. В СССР фильм посмотрело 15,6 млн зрителей.

## Сюжет
Певец Мурад-али  влюбляется в красавицу Мадину-Бану, увидев её портрет. Чтобы найти её, он проникает во дворец шаха, но сталкивается с множеством преград. Шах, разгневанный на него, предлагает Мураду-али или отказаться от любви, или умереть с Мадиной-Бану на костре. Влюблённые выбирают смерть, оставаясь верными своим чувствам.

Поэт и певец Мурад влюбляется в танцовщицу Модину, которую он увидел на миниатюре бродячего художника Лахари. Мурад бросается искать Модину и находит её при дворе Карашаха. После приключений, погонь, поединков влюблённые обретают друг друга.
Карашаха и его двор показывают через призму иронии, а иногда и сатиры: Карашах — хитрый, мстительный тиран. Но он и труслив и суеверен. Эти качества Карашах обнаруживает, когда остаётся один, когда на него никто не смотрит.
Чтобы помешать Мураду слагать песни для своей Модины, Карашах приказывает похоронить соучастника его песен — волшебный тамбур. Только придворным барабанам, которые день и ночь гремят во славу мудрейшего шаха, оставил Карашах право голоса.
Но Мурад возвращает тамбур к жизни. «Когда звучит одна струна — это журчание ручейка, когда двадцать струн — поднимается вихрь… Когда поёт один голос — это утренний ветерок, когда поют двадцать голосов — приходит буря; но когда поёт тысяча голосов — рушатся стены»,— говорит Мурад.
Тысяча музыкантов с тамбурами в руках выходит против войска шаха. Поднимается вихрь, он вырывает из рук всадников копья, рушит стены. Ничто не может противостоять высокому искусству народа. Так гибнет тирания.
— С. Викторов, журнал «Советский экран», №14, 1966 год

## В ролях
- Бимболат Ватаев — Мурад-али (дублировал Нодар Шашик)
- Жанна Смелянская — Мадина-Бану (дублировал Людмила Безуглая-Швелко)
- Гани Акзамов — Кара-шах (дублировал Алексей Кожевников)
- Аббас Бакиров — Агзам-хан (дублировал Ефим Копелян)
- Кудрат Ходжаев — Нахшеби (дублировал Арон Подгур)
- Рахим Пирмухамедов — кривой эмир (дублировал Лев Милиндер)
- Туган Реджаметов — Лохари (дублировал Иннокентий Смоктуновский)
- Баба Анканов — Рустам (дублировал Игорь Ефимов)

## Награды
- 1969 — Премия «Золотая апсара» за лучшую музыку Икраму Акбарову и Муталю Бурханову на 1-м Международном кинофестивале в Пномпене, Камбоджа